# Кенжегулов, Бактыгали
Бактыгали Кенжегулов (каз. Бақтығали Кенжеғұлов, 1908 год, аул Карасамар, Туркестанский край, Российская империя — 1996 год, Уральск, Казахстан) — колхозник, Герой Социалистического Труда (1948).

## Биография
Родился в 1908 году в ауле Карасамар. В 1920 году вступил в колхоз «Бирлик», где работал заведующим складом. Позднее работал на руководящей должности в колхозах Джангалинского и Фурмановского районов. С 1942 года по 1944 год участвовал в Великой Отечественной войне. После демобилизации работал с 1944 года зоотехником в колхозе «Новый путь». С 1947 года по 1952 год был председателем колхоза имени Ворошилова. С 1953 года по 1963 год был председателем исполкома Айдарханского районного совета. В 1965 году вышел на пенсию.
В 1947 году благодаря деятельности Бактыгали Кенжегулова поголовье овец в колхозе имени Ворошилова увеличилось на 25 %, а крупного рогатого скота — на 32 %. Колхоз имени Ворошилова выполнил аятилетний план за три года. За эту доблестную трудовую деятельность Бактыгали Кенжегулов был удостоен в 1948 году звания Героя Социалистического Труда.

## Награды
- Герой Социалистического Труда — Указом Президиума Верховного Совета от 23 июля 1948 года.
- Орден Ленина (1948);

## Источник
- Батыс Қазақстан облысы. Энциклопедия. — Алматы: «Арыс» баспасы, 2002 жыл. ISBN 9965-607-02-8